# ديفيد ستار جوردن
ديفيد ستار جوردن (بالإنجليزية: David Starr Jordan)‏ (19 يناير 1851 - 19 سبتمبر 1931) كان الرئيس المؤسس لجامعة ستانفورد، وعالم أسماك رائدًا في عصره، كان سابقًا رئيسًا لجامعة إنديانا، وعُرف بمعاداته للنزعة العسكرية وعارض في البداية تدخل الولايات المتحدة في الحرب العالمية الأولى.

## نشأته وتعليمه
ولد جوردن في جينسفيل، نيويورك، ونشأ في مزرعة في شمال ولاية نيويورك. اتخذ والداه قرارًا غير تقليدي بتعليمه في مدرسة ثانوية محلية للفتيات. لا يظهر اسمه الأوسط ستار في سجلات الإحصاء المبكرة، ويبدو أنه اختاره بنفسه. بدأ في استخدامه عندما التحق بجامعة كورنيل. قال إنه كان تكريمًا لإخلاص والدته للوزير توماس ستار كينغ.
ألهمه لويس أغاسيز لمتابعة دراسته في علم الأسماك. كان جزءًا من فئة الطلاب الجامعيين البارزين في جامعة كورنيل، وتخرج عام 1872 بدرجة الماجستير في علم النبات.
كتب سيرته الذاتية في يوميات رجل، «خلال السنوات الثلاث التي تلت دخولي كطالب متأخر في مارس 1869، أكملت جميع المتطلبات للحصول على درجة بكالوريوس في العلوم، بالإضافة إلى العمل بجد بنحو عامين في علم النبات. مع أخذ هذا بعين الاعتبار، منحتني الكلية عند التخرج في يونيو 1872، درجة متقدمة في ماجستير العلوم بدلًا من درجة البكالوريوس التقليدية... صُوت بعد ذلك على عدم منح أي درجة ثانية في غضون عام بعد حصولي على البكالوريوس. وُضعت، ببراءة تامة، في موقع خريج جامعة كورنيل الوحيد الذي حصل على درجتين في درجة واحدة».
كانت أطروحته في الماجستير حول موضوع «الزهور البرية في مقاطعة وايومنغ».
حصل جوردن على شهادة الطب، دكتوراه في الطب، من كلية إنديانا الطبية في عام 1875. كتب في سيرته الذاتية أنه عندما كان يدرّس في مدرسة إنديانابوليس الثانويّة، «كان يمكنني أن أمضي بعض الوقت في الكلية الطبّية، حيث أنني في ربيع سنة 1875، حصلت على درجة الدكتوراه في الطب، لطالما اعتقدت أن دخول تلك المهنة لم يكن في نيتي على الإطلاق». درّس جوردن علم التشريح المقارن في الكلية في العام التالي (1876). افتتحت كلية إنديانا الطبية في إنديانابوليس في عام 1869 وأغلقت أبوابها في عام 1878.
تزوج جوردن من سوزان بوين (1845-1885) في بيرو، ماساتشوستس في 10 مارس 1875 وتوفيت في عام 1885 بعد 10 سنوات من الزواج. كان لديهم ثلاثة أطفال، إديث مونيكا (1877-1965)، وهارولد بوين (1882-1959)، وثورا (1884-1886). تزوج جوردن في وقت لاحق من جيسي نايت (1866-1952) في عام 1887. أنجب جوردن وزوجته الثانية ثلاثة أطفال آخرين، نايت ستار (1888-1947)، وباربرا (1891-1900)، وإريك نايت (1903-1926).

## مهنته الأكاديمية المبكرة
درّس جوردن في البداية دورات التاريخ الطبيعي في العديد من الكليات الصغيرة في وسط غرب الولايات المتحدة.

قُبل بعد ذلك في كلية التاريخ الطبيعي في جامعة إنديانا بلومينغتون بصفته أستاذًا في علم الحيوان عام 1879. كما درّس جوردن النسخة المعدلة من علم تحسين النسل، الذي «سعى إلى منع تفكك العرق الأنغلو ساكسوني/الشمالي من خلال الحد من الاختلاط العرقي ومنع تكاثر أولئك الذين اعتبرهم غير مناسبين». بعد ست سنوات، في عام 1885، عُين رئيسًا لجامعة إنديانا، وأصبح أصغر رئيس جامعة في البلاد في سن 34 وأول رئيس لجامعة إنديانا لم يكن وزيرًا معينًا. حسّن الشؤون المالية للجامعة، كما حسّن من صورتها العامة، وضاعف عدد الطلاب المسجلين، ووضع نظامًا اختياريًا، مثل نظام كورنيل، فكان تطبيقًا مبكرًا لمقرر الفنون الليبرالية الحديثة.

## وصلات خارجية
- ديفيد ستار جوردن على موقع الموسوعة البريطانية (الإنجليزية)
- ديفيد ستار جوردن على موقع إن إن دي بي (الإنجليزية)